# Leszek Swornowski
Leszek Swornowski (ur. 28 marca 1955 we Wrocławiu) – polski szpadzista. Srebrny medalista olimpijski.
Jego pierwszym trenerem - później także w kadrze Polski - był Adam Medyński. Bronił barw AZS Politechnika Wrocławska, następnie AZS Kolejarz Wrocław. Dwa razy – w 1978 i 1986 – zdobywał tytuł indywidualnego mistrza Polski, wielokrotnie triumfował także w drużynie. 
Na igrzyskach olimpijskich w Moskwie w 1980 reprezentacja Polski w składzie: Andrzej Lis, Piotr Jabłkowski, Mariusz Strzałka, Ludomir Chronowski i Leszek Swornowski zdobyła srebrny medal. W turnieju indywidualnym zajął 25. miejsce. Brał też udział w igrzyskach olimpijskich w Montrealu cztery lata wcześniej, zajmując 11. miejsce w zawodach drużynowych.
Podczas mistrzostw świata w Melbourne w 1979 roku wywalczył brązowy medal w turnieju indywidualnym, plasując się za Francuzem Philippe'em Riboudem i Węgrem Ernő Kolczonayem.
Ponadto na mistrzostwach Europy w Lizbonie w 1983 roku zdobył indywidualnie brązowy medal.
W 1983 zdobył srebrny medal letniej uniwersjady w Edmonton w turnieju drużynowym.
Po zakończeniu kariery pracował między innymi jako trener.